# Леонардо Паволетті
Леонардо Паволетті (італ. Leonardo Pavoletti, нар. 26 листопада 1988, Ліворно) — італійський футболіст, нападник клубу «Кальярі».

## Клубна кар'єра
Народився 26 листопада 1988 року в місті Ліворно. Вихованець юнацьких команд футбольних клубів «Группо Спортіво» та «Армандо Піччі».
У дорослому футболі дебютував 2005 року виступами за команду клубу «Армандо Піччі», в якій провів три сезони у Серії D, взявши участь у 68 матчах чемпіонату. Згодом з 2008 року грав у складі нижчолігових італійських клубів «В'яреджо», «Павія», «Юве Стабія», «Казале» та «Віртус Ланчано».
Влітку 2012 року Леонардо підписав контракт із «Сассуоло». 28 серпня в матчі проти «Чезени» він дебютував у італійської Серії B. У цьому ж поєдинку Паволетті забив свій перший гол за «Сассуоло». 9 вересня в матчі проти «Емполі» він зробив хет-трик. За підсумками сезону Леонардо забив 11 м'ячів і допоміг клубу вийти в еліту. 25 серпня 2013 року в матчі проти «Торіно» він дебютував у італійській Серії A.
Через прихід в клуб більш сильних футболістів Леонардо втратив місце в основі і був відданий в оренду в «Варезе». 14 вересня в матчі проти «Пескари» він дебютував за нову команду. У цьому ж поєдинку Паволетті зробив «дубль», забивши свої перші голи за «Варезе». Забивши за підсумками сезону 24 голи він став одним з кращих бомбардирів Серії B. Влітку 2014 року Леонардо повернувся у «Сассуоло». 13 грудня у матчі проти «Палермо» він забив свій перший гол на вищому рівні.
На початку 2015 року Паволетті на правах оренди перейшов у «Дженоа», незважаючи на те, що англійський «Лідс Юнайтед» був готовий викупити трансфер футболіста. 9 лютого в матчі проти «Лаціо» він дебютував за нову команду, замінивши Мбая Ньянга. 15 квітня в поєдинку проти «Палермо» Леонардо забив свій перший гол за Дженоа. Після того, як він забив 6 м'ячів в 10 матчах, клуб викупив його трансфер у «Сассуоло» за 4 млн євро. У своєму першому повноцінному сезоні Паволетті забив 14 м'ячів, ставши найкращим італійським бомбардиром Серії A. В 2016 році ним цікавилися «Мілан», «Інтернаціонале», «Лаціо» та «Фіорентина».
На початку 2017 року Леонардо перейшов в «Наполі». Сума трансферу склала 18 млн євро. 29 січня в матчі проти «Палермо» він дебютував за нову команду, замінивши у другому таймі Жоржиньйо. 
Влітку 2017 року Леонардо перейшов в «Кальярі» на правах оренди з правом обов'язкового викупу. 10 вересня в матчі проти «Кротоне» він дебютував за нову команду. 15 жовтня в поєдинку проти свого колишнього клубу «Дженоа» Паволетті забив свій перший гол за «Кальярі». Станом на 28 травня 2018 року відіграв за головну команду Сардинії 34 матчі в національному чемпіонаті.

## Статистика виступів

### Статистика клубних виступів
| Сезон                     | Команда                   | Чемпіонат                 | Чемпіонат | Чемпіонат | Національний кубок | Національний кубок | Національний кубок | Континентальні кубки | Континентальні кубки | Континентальні кубки | Інші змагання | Інші змагання | Інші змагання | Усього | Усього |
| Сезон                     | Команда                   | Ліга                      | Ігор      | Голів     | Ліга               | Ігор               | Голів              | Ліга                 | Ігор                 | Голів                | Ліга          | Ігор          | Голів         | Ігор   | Голів  |
| ------------------------- | ------------------------- | ------------------------- | --------- | --------- | ------------------ | ------------------ | ------------------ | -------------------- | -------------------- | -------------------- | ------------- | ------------- | ------------- | ------ | ------ |
| 2005–06                   | «Армандо Піччі»           | D (V)                     | 9         | 0         | КІ-D               | 0                  | 0                  | -                    | -                    | -                    | -             | -             | -             | 9      | 0      |
| 2006–07                   | «Армандо Піччі»           | D (V)                     | 29        | 4         | КІ-D               | 1                  | 0                  | -                    | -                    | -                    | -             | -             | -             | 30     | 4      |
| 2007–08                   | «Армандо Піччі»           | D (V)                     | 30        | 12        | КІ-D               | 2                  | 0                  | -                    | -                    | -                    | -             | -             | -             | 32     | 12     |
| Усього за «Армандо Піччі» | Усього за «Армандо Піччі» | Усього за «Армандо Піччі» | 68        | 16        |                    | 3                  | 0                  |                      | -                    | -                    |               | -             | -             | 71     | 16     |
| 2008–09                   | «В'яреджо»                | СД (IV)                   | ?2        | 6+0       | КІ-ЛП              | 1                  | 0                  | -                    | -                    | -                    | -             | -             | -             | 31     | 6      |
| 2009–10                   | «Павія»                   | СД (IV)                   | ?2        | 9+0       | КІ-ЛП              | 2                  | 0                  | -                    | -                    | -                    | -             | -             | -             | 32     | 9      |
| 2010–11                   | «Юве Стабія»              | ПД (III)                  | 7         | 0         | КІ+КІ-ЛП           | 0+3                | 0                  | -                    | -                    | -                    | -             | -             | -             | 10     | 0      |
| 2010–11                   | «Казале»                  | СД (IV)                   | 10        | 3         | КІ-ЛП              | -                  | -                  | -                    | -                    | -                    | -             | -             | -             | 10     | 3      |
| 2011–12                   | «Віртус Ланчано»          | ПД (III)                  | 33+3      | 15+1      | КІ+КІ-ЛП           | 0                  | 0                  | -                    | -                    | -                    | -             | -             | -             | 36     | 16     |
| 2012–13                   | «Сассуоло»                | B                         | 33        | 11        | КІ                 | 3                  | 1                  | -                    | -                    | -                    | -             | -             | -             | 36     | 12     |
| 2013–14                   | «Варезе»                  | B                         | 36+2      | 20+4      | КІ                 | 1                  | 0                  | -                    | -                    | -                    | -             | -             | -             | 39     | 24     |
| 2014–15                   | «Сассуоло»                | A                         | 9         | 1         | КІ                 | 3                  | 0                  | -                    | -                    | -                    | -             | -             | -             | 12     | 1      |
| Усього за «Сассуоло»      | Усього за «Сассуоло»      | Усього за «Сассуоло»      | 42        | 12        |                    | 6                  | 1                  |                      | -                    | -                    |               | -             | -             | 48     | 13     |
| 2014–15                   | «Дженоа»                  | A                         | 10        | 6         | КІ                 | 0                  | 0                  | -                    | -                    | -                    | -             | -             | -             | 10     | 6      |
| 2015–16                   | «Дженоа»                  | A                         | 25        | 14        | КІ                 | 1                  | 1                  | -                    | -                    | -                    | -             | -             | -             | 26     | 15     |
| 2016–17                   | «Дженоа»                  | A                         | 9         | 3         | КІ                 | 1                  | 1                  | -                    | -                    | -                    | -             | -             | -             | 10     | 4      |
| Усього за «Дженоа»        | Усього за «Дженоа»        | Усього за «Дженоа»        | 44        | 23        |                    | 2                  | 2                  |                      | -                    | -                    |               | -             | -             | 46     | 25     |
| 2016–17                   | «Наполі»                  | A                         | 6         | 0         | КІ                 | 4                  | 0                  | ЛЧ                   | 0                    | 0                    | -             | -             | -             | 10     | 0      |
| 2017–18                   | «Кальярі»                 | A                         | 33        | 11        | КІ                 | 0                  | 0                  | -                    | -                    | -                    | -             | -             | -             | 33     | 11     |
| 2018–19                   | «Кальярі»                 | A                         | 1         | 0         | КІ                 | 1                  | 2                  | -                    | -                    | -                    | -             | -             | -             | 1      | 2      |
| Усього за «Кальярі»       | Усього за «Кальярі»       | Усього за «Кальярі»       | 34        | 11        |                    | 1                  | 2                  |                      | -                    | -                    |               | -             | -             | 34     | 13     |
| Усього за кар'єру         | Усього за кар'єру         | Усього за кар'єру         | 335+9     | 115+5     |                    | 23                 | 5                  |                      | -                    | -                    |               | -             | -             | 367    | 125    |